# Blechnum organense
Blechnum organense är en kambräkenväxtart som beskrevs av Alexander Curt Brade. Blechnum organense ingår i släktet Blechnum och familjen Blechnaceae. Inga underarter finns listade.